# Libro blanco de Rhydderch

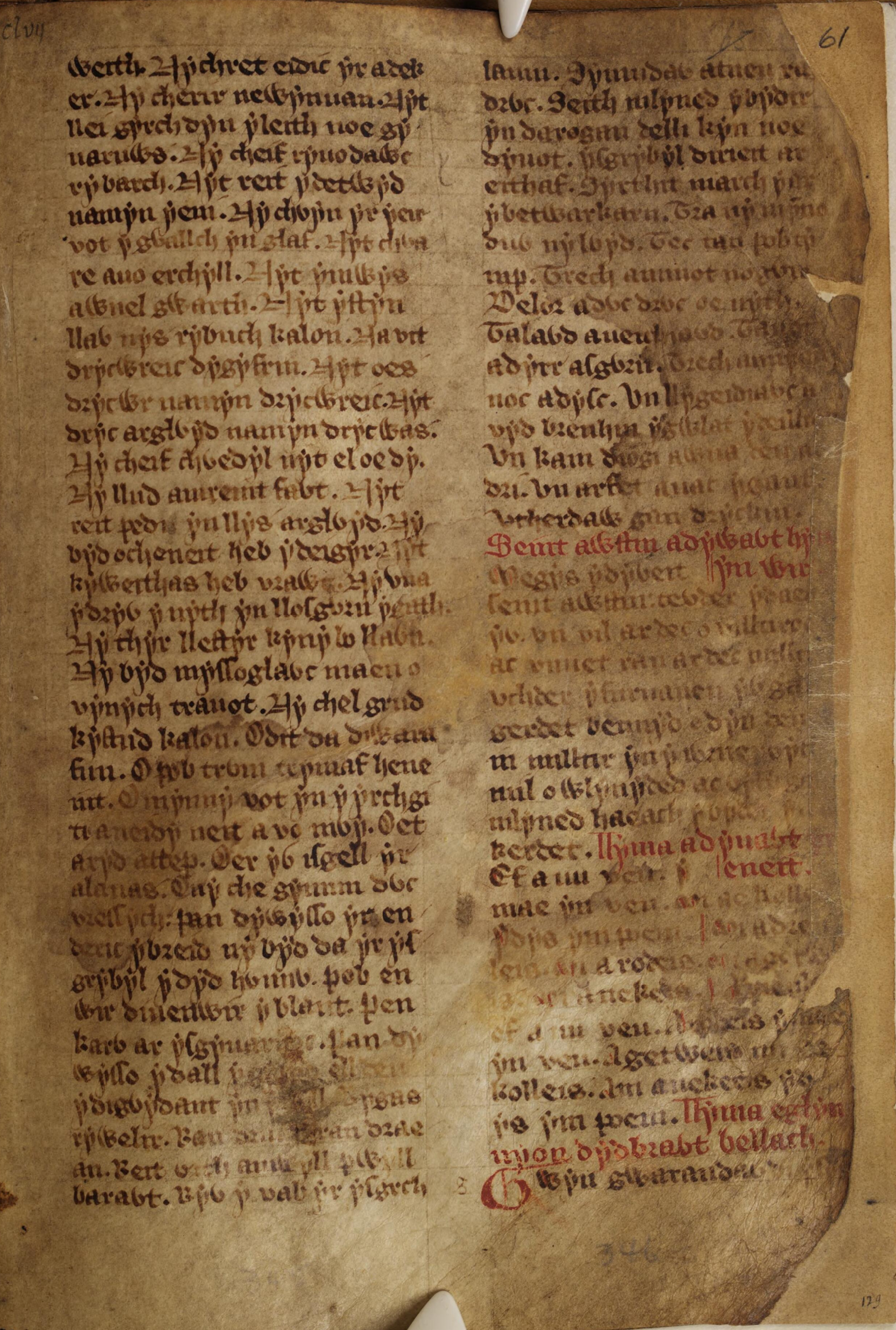
Libro blanco de Rhydderch f.61.r

El Libro blanco de Rhydderch (galés: Llyfr Gwyn Rhydderch, Biblioteca Nacional de Gales, Peniarth MS 4-5) es uno de los más notables y celebrados manuscritos supervivientes en galés. Mayormente escrito en al suroeste Gales a mediados del siglo XIV (c. 1350)  es la colección más temprana de textos de prosa galesa, aunque también contiene algunos ejemplos de poesía galesa antigua. Es ahora parte de la colección de la Biblioteca Nacional de Gales, habiendo sido preservado en la biblioteca en Hengwrt, cerca de Dolgellau, Gwynedd, por el anticuario del siglo XVII Robert Vaughan, que heredó el manuscrito del calígrafo John Jones y lo pasó a sus descendientes. La colección paso más tarde a la Biblioteca Nacional de Gales con el nombre de Manuscritos Peniarth o Hengwrt-Peniarth.
Lo que era un manuscrito fue dividido en dos en el periodo medieval y ha sido atado como dos volúmenes separados, conocidos como Peniarth MS 4 y Peniarth MS 5. Peniarth MS 4 contiene el material más importante: cuentos galeses medievales conocidos conjuntamente como Mabinogion. Peniarth MS 5 (la primera parte del manuscrito original) contiene textos religiosos cristianos en galés, la mayor parte traducidos del latín y del francés, incluyendo vidas de varios santos y un cuento de Carlomagno.
El Libro blanco fue copiado a mediados del siglo XIV, muy probablemente para Rhydderch ab Ieuan Llwyd (c. 1325–1400) de Parcrhydderch en la parroquia de Llangeitho en Ceredigion. Rhydderch, que provenía de una familia con una larga tradición en el mecenazgo literario, desempeñó varios puestos bajo la Corona inglesa pero era también una autoridad en ley galesa nativa. Las manos de cinco escribas han sido identificadas en los manuscritos, muy probablemente trabajando en la Abadía de Strata Florida, no lejos de la casa de Rhydderch, y ciertamente en el sur de Gales, teniendo en cuenta el dialecto utilizado. El resto del nombre alude al libro que está encuadernado en blanco.
Los contenidos del manuscrito son muy similares a los del Libro rojo de Hergest, del que pudo haber sido su ejemplar. No obstante, es más probable que los dos desciendan de un antepasado común perdido. El Libro blanco no está completo, pero fue copiado en 1573 por Richard Langford, antes de que algunos de los textos se perdieran. La copia de Langford se extravió, pero dos copias que descienden de ella sobreviven: Peniarth 111 (hecha por John Jones de Gellillyfdy en 1607), cuya ortografía es muy cercana a la del Libro blanco, y Londres, Biblioteca Británica, Add. MS 31055 (hecha por Thomas Wiliems en 1596, a partir de una copia intermedia perdida hecha en 1596 por Roger Maurice).